# Паниев, Константин Абгерович
Константин Абгерович Паниев (груз. კონსატანტინე აბგერის ძე ფანიევი, 1890, Гори, Тифлисская губерния — не ранее 1937) — грузинский политик, член Учредительного собрания Грузии.

## Биография
Родился в армянской семье.
С 1904 года член Российской социал-демократической рабочей партии. С 1910 по 1913 год находился в ссылке в Волгодской губернии.
В 1915 году окончил юридический факультет Императорского Московского университета.
С 1915 по апрель 1918 года служил в Москве начальником отдела комитета снабжения русской армии. С июня 1918 года избран членом Сухумского городского совета[уточнить]. 12 марта 1919 года избран в Учредительное собрание Грузии по списку Социал-демократической партии Грузии, член комитетов самоуправления и финансово-бюджетного. С февраля 1919 года член городского совета[уточнить] Тифлиса.
После советизации Грузии в 1921 году остался в Грузии и включился в движение сопротивления. С апреля по июнь 1921 года председатель Совета снабжения Высшего совета общественного здравоохранения Грузинской ССР, а с 19 июня — управляющий делами Комиссариата общественного здравоохранения Грузинской ССР. В 1935 году был завербован в качестве тайного информатора Министерством внутренних дел СССР.
14 ноября 1937 года по приговору специальной «тройки» Грузинской ССР получил 10 лет ссылки. Дальнейшая судьба неизвестна.